# Simón Ruiz de los Cameros
Simón Ruiz de los Cameros (ejecutado en Treviño en 1277) fue un Ricohombre castellano, hijo de Rodrigo Díaz de los Cameros, señor de los Cameros, y de Aldonza Díaz de Haro.
A la muerte de su padre heredó el señorío de los Cameros, y diversos historiadores lo han considerado como un personaje «turbulento» y «ambicioso e importante» de la segunda mitad del siglo XIII. En 1277 fue acusado de traición y quemado en la hoguera en el municipio burgalés de Treviño por orden del rey Alfonso X de Castilla, que también mandó ejecutar al mismo tiempo a su hermano, el infante Fadrique de Castilla, que era el suegro de Simón Ruiz de los Cameros.

## Orígenes familiares
Era hijo de Rodrigo Díaz de los Cameros y de Aldonza Díaz de Haro, y por parte paterna era nieto de Diego Jiménez de los Cameros, señor de los Cameros, y de Guiomar Rodríguez de Traba. Por parte materna era nieto de Diego López II de Haro, señor de Vizcaya, y de su segunda esposa, Toda Pérez de Azagra.

## Biografía

### Juventud y estancia en Túnez (1244-1271)

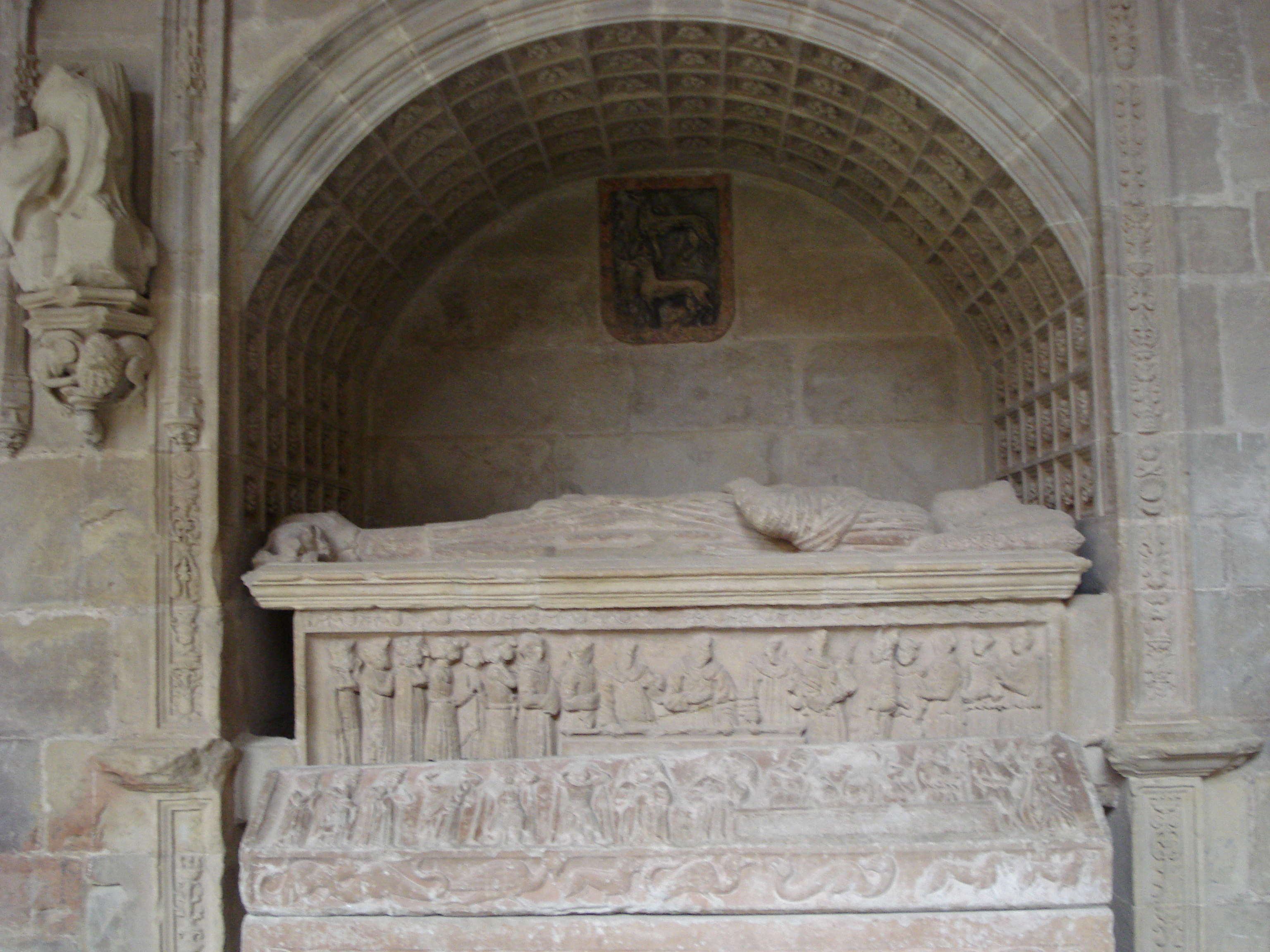
Sepulcro de Diego López II de Haro, abuelo materno de Simón Ruiz de los Cameros. (Monasterio de Santa María la Real de Nájera).

Se desconoce su fecha de nacimiento. Su padre, Rodrigo Díaz de los Cameros, fue señor de los Cameros y era conocido como «el Trovador» por ser uno notable en lengua gallega, región de la que procedía su madre, Guiomar Rodríguez de Traba, y también porque mantuvo junto a si una corte juglaresca. Además, el padre de Simón Ruiz  pdestacó por ser un personaje «turbulento» en el reinado de Fernando III, y por participar en 1222 en una cruzada contra los musulmanes de Tierra Santa. Aunque se desconoce su fecha de defunción, la última vez que el nombre de Rodrigo Díaz aparece entre los confirmantes de un privilegio fue el día 25 de mayo de 1230. A la muerte de su padre Simón Ruiz heredó el señorío de los Cameros y durante el reinado de Alfonso X, que le otorgó numerosas mercedes, su nombre apareció entre los confirmantes en numerosos privilegios reales.
El señorío de los Cameros estaba situado en la zona que actualmente separa la provincia de Soria de la Comunidad Autónoma de La Rioja, y poseía una gran importancia estratégica porque estaba situado cerca de la frontera entre los reinos de Castilla y Aragón. Algunos historiadores, como la profesora Esther González Crespo y Salvador de Moxó, han considerado que el señorío de los Cameros fue durante los siglos XII y XIII un «compacto y homogéneo» territorio, al igual que los señoríos de Vizcaya o de Molina, que se transmitía de generación en generación por primogenitura dentro de la familia de los Fortuniones, a la que pertenecía Simón Ruiz. Pero el historiador Máximo Diago Hernando no compartió ese punto de vista y afirmó que en realidad:

El señorío (de los Cameros) constituía una amalgama de derechos muy heterogéneos ejercidos sobre diversidad de lugares, que bajo ningún concepto conformaban un compacto y homogéneo territorio. De hecho, esta falta de unidad del conjunto territorial sobre el que se ejercía el señorío se continuó advirtiendo en época Trastámara, cuando los Arellano se hicieron con el control de gran parte de la herencia de los Haro en Cameros.

En opinión de Diago Hernando, esa falta de unidad del señorío de los Cameros explicaría que María Álvarez de los Cameros, que era prima carnal de Simón Ruiz e hija de su tío Álvar Díaz de los Cameros, pudiera dotar tan espléndidamente junto con su esposo el monasterio de Santa María de Herce en 1246. María Álvarez, la prima de Simón Ruiz, estaba casada con Alfonso López de Haro, que fue tenente de Calahorra y Nájera ya en vida de aquel y era hijo de Lope Díaz II de Haro, señor de Vizcaya, y de Urraca Alfonso de León, hija ilegítima de Alfonso IX de León. El matrimonio de la prima de Simón Ruiz, que ya en vida de éste poseía por herencia algunos de los señoríos vinculados a los Fortuniones, con Alfonso López de Haro, que tenía una gran influencia política, explicaría que ambos cónyuges concedieran tantas propiedades al monasterio de Herce, en el que ambos serían sepultados, aunque ello no impide que Simón Ruiz tuviera el título de señor de los Cameros, que conservó hasta su muerte, y que fuera el propietario de la mayor parte de los señoríos cameranos vinculados a su familia.

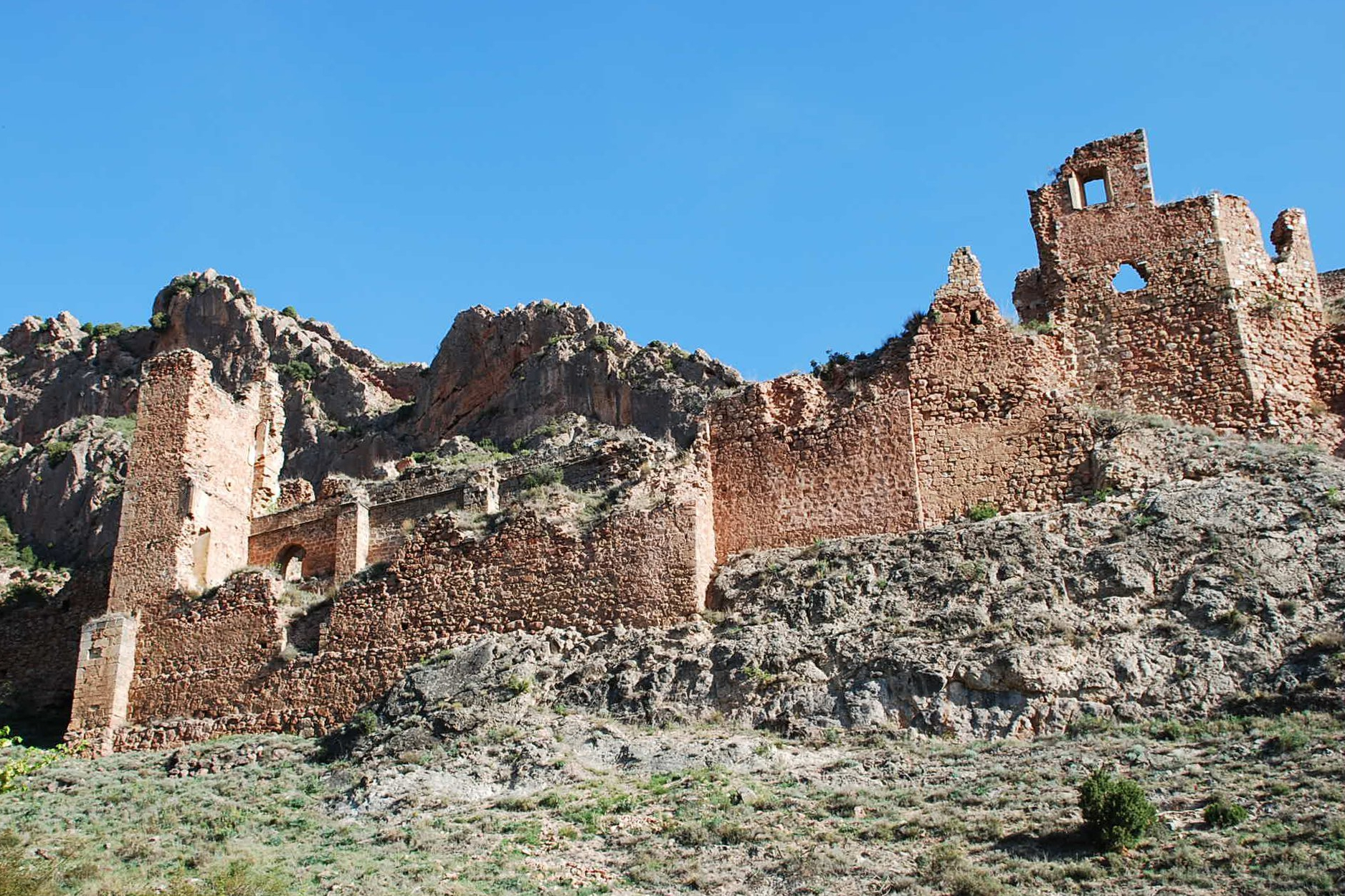
Ruinas del monasterio de San Prudencio de Monte Laturce.

En 1244 Simón Ruiz de los Cameros figuró como testigo en el acuerdo sobre la propiedad de diversos pastos que alcanzaron el monasterio de San Prudencio de Monte Laturce y los concejos de las villas de Villanueva de Cameros y Jubera. En el documento del acuerdo son mencionados seis de los «cavalleros» de Simón Ruiz, entre los que figuraban Pedro Martínez de Morcuero, Miguel Ruiz de Bobadilla, Alfonso Guillén, Miguel Pérez de Cabaña, Gonzalo Fernández de Medrano, alcaide de Jubera, y Juan Gil, al que se refieren como «guardador» de su señor Simón Ruiz. El día 5 de septiembre de 1248 el merino de Simón Ruiz de los Cameros, Muniela Domingo Ruvio, fue testigo de la donación que María Álvarez de los Cameros, la prima de Simón Ruiz, hizo a la abadesa del monasterio de Herce, y por la que le entregó las villas de La Santa y Torremuña, que ella había heredado de su padre.
Algunos autores señalan que antes del día 3 de agosto de 1256 Simón Ruiz de los Cameros, que en esos momentos gozaba de la confianza del rey Alfonso X, contrajo matrimonio con Sancha Alfonso de León, hija ilegítima del rey Alfonso IX de León y de Teresa Gil de Soberosa, aunque el historiador Ignacio Álvarez Borge afirmó que ya en 1231 Simón Ruiz cedió a su esposa, Sancha Alfonso, diversas heredades en León a fin de ir abonando una deuda que tenía contraída con ella.

Pero a pesar de que el matrimonio de Sancha Alfonso de León con Simón Ruiz de los Cameros consta en varios documentos, su veracidad ha sido cuestionada por algunos historiadores, debido a que Sancha Alfonso no aparece mencionada como casada en algunos documentos otorgados ya en vida de Simón Ruiz de los Cameros, como por ejemplo en uno de junio de 1269 en el que el maestre de la Orden de Santiago, Pelayo Pérez Correa, afirmó que «e si por aventura vos Doña Sancha Alfonso casasedes o entrassedes en Orden, yo D. Pelai Pérez...», lo que demuestra, a juicio de Yáñez Neira, que el matrimonio no se celebró.

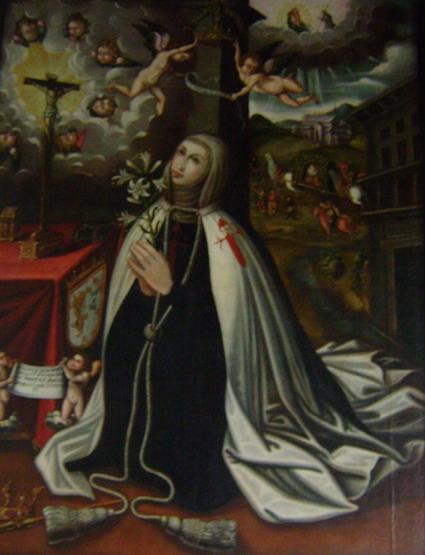
Lienzo del que representa a Sancha Alfonso de León. (Monasterio de Santa Fe de Toledo).

Numerosos historiadores afirmaron además que el matrimonio de Simón Ruiz con Sancha Alfonso de León, que en la Iglesia católica tiene el título de venerable, jamás fue consumado, y que hay «muy graves fundamentos» para creer que ella murió siendo virgen.  Yáñez Neira señaló que, a pesar de que en numerosos documentos consta indudablemente que el matrimonio de Simón Ruiz y de Sancha Alfonso se celebró, ello quedaría explicado teniendo en cuenta la opinión de algunos historiadores, que afirmaron que dicho matrimonio fue concertado entre el rey Alfonso X y Simón Ruiz de los Cameros mientras el monarca estaba en Segovia y Sancha Alfonso en la ciudad de León. Aunque el rey les concedió a los futuros esposos algunas posesiones, cuando Sancha fue informada del proyecto se negó y se dirigió al monasterio de Santa Eufemia de Cozuelos de Ojeda, que pertenecía a la Orden de Santiago y estaba situado en el obispado de Palencia. Posteriormente, Sancha Alfonso profesó como religiosa en dicho monasterio y en 1269, aún en vida de Simón Ruiz de los Cameros, entregó a la Orden de Santiago todos los bienes que poseía en Castilla, León y Galicia.
El día 12 de noviembre de 1257 Simón Ruiz fue uno de los confirmantes del privilegio por el que el rey Alfonso X entregó la villa de Velilla de Ocón y la Dehesa de Árbol del Rey a Sancha Gil, que fue la segunda esposa de Alfonso López de Haro. El día 9 de mayo de 1260 el nombre de Simón Ruiz volvió a aparecer entre los confirmantes del privilegio por el que Alfonso X confirmó a Sancha Gil la posesión de Velilla de Ocón y de sus aldeas.
El nombre de Simón Ruiz también figura entre los confirmantes del privilegio por el que Alfonso X confirmó la fundación y la dotación del monasterio de Santa María de Herce, que había sido fundado por Alfonso López de Haro y María Álvarez de los Cameros y fue otorgado el día 10 de febrero de 1270. El día 11 de febrero del mismo año el señor de los Cameros también confirmó el privilegio por el que Alfonso X confirmó la donación de la villa de Velilla de Ocón al monasterio de Herce, que había sido cedida a dicho monasterio en 1261 por Alfonso López de Haro y por su segunda esposa, Sancha Gil.
El marqués de Mondéjar afirmó que Simón Ruiz de los Cameros estuvo en Túnez con el infante Fadrique de Castilla, hijo de Fernando III, hermano de Alfonso X y futuro suegro de Simón Ruiz, y aunque se desconocen las fechas exactas en las que el señor de los Cameros permaneció fuera del reino, sí hay constancia de que el infante Fadrique abandonó Castilla en 1260 y regresó definitivamente a finales de 1271.
En la década de 1270 Simón Ruiz de los Cameros contrajo matrimonio con Beatriz Fadrique de Castilla, hija del infante Fadrique y nieta del rey Fernando III de Castilla. Su nueva esposa había estado casada anteriormente con Tello Alfonso de Meneses, aunque no tuvieron descendencia, y el primer esposo de Beatriz debió fallecer, según señalan algunos autores, entre 1266 y 1270. Por otra parte, el historiador Salvador de Moxó afirmó que el matrimonio de Beatriz Fadrique, que pertenecía a la realeza, provocó «una mayor ambición» en el señor de los Cameros.

### La revuelta nobiliaria (1272-1273)

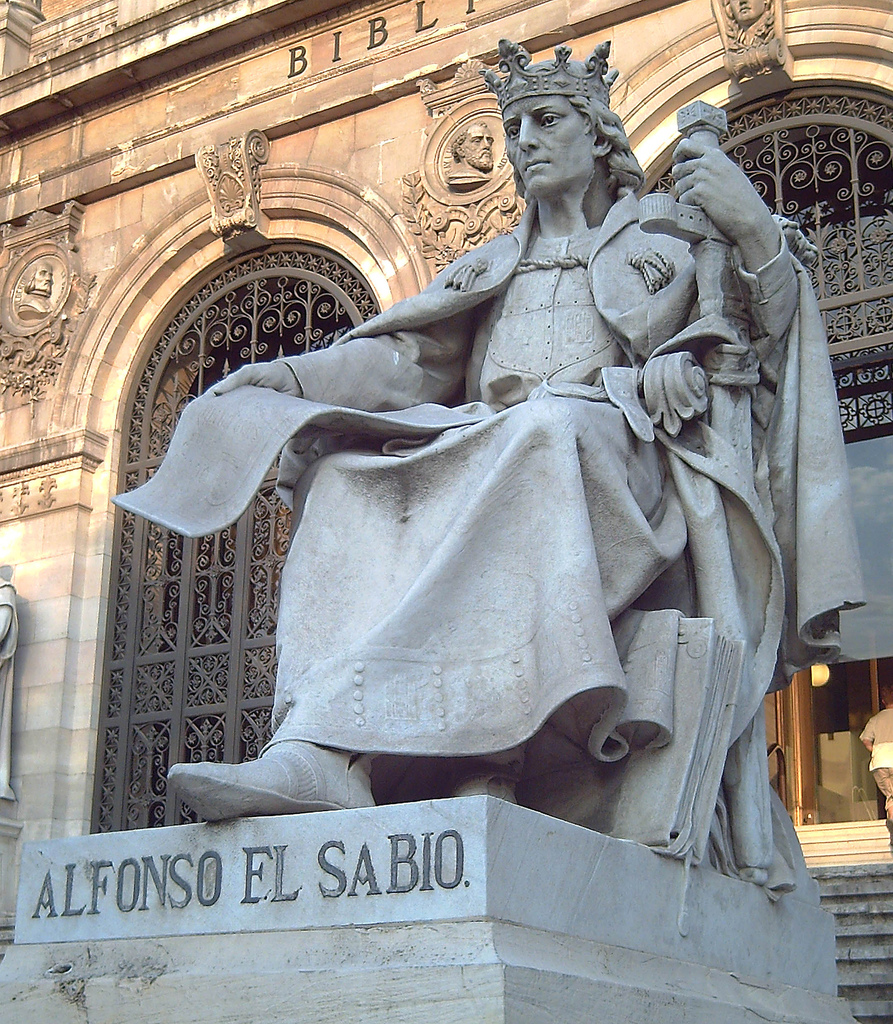
Estatua de Alfonso X el Sabio. (Biblioteca Nacional de España, Madrid).

A comienzos de 1272, un grupo de magnates castellanos, entre los que se contaban el infante Felipe de Castilla, hermano de Alfonso X, Nuño González de Lara el Bueno, señor de la Casa de Lara y pariente lejano de Simón Ruiz de los Cameros, Esteban Fernández de Castro, Lope Díaz III de Haro, señor de Vizcaya y el propio Simón Ruiz de los Cameros, se reunieron en el municipio burgalés de Lerma con el propósito de comprometerse a luchar contra Alfonso X si no accedía a las reclamaciones de los allí reunidos, que acordaron que el infante Felipe, hermano del rey y portavoz de los conspiradores, debería entrevistarse con el rey Enrique I de Navarra, a fin de conseguir que el monarca les concediese asilo en su reino si se veían obligados a abandonar Castilla.
Bajo la revuelta nobiliaria que se desarrolló en Castilla en esa época lo que realmente subyacía era la oposición de los magnates del reino a la nueva política del rey, y además estaban resentidos porque, como señaló el historiador Manuel González Jiménez, para ellos el rey era un primus inter pares, es decir, el primero entre sus iguales, y también debía ser el jefe del ejército y el dispensador de las rentas y beneficios. Pero los nobles no consideraban la lealtad al rey como «un principio incuestionable», ya que para ellos esa fidelidad dependía directamente de las mercedes o beneficios que se derivaran de ella. También conviene señalar que, como ya destacó en su día el marqués de Mondéjar, la mayoría de los magnates implicados en la conjura estaban emparentados entre sí, y Simón Ruiz de los Cameros, por ejemplo, era primo hermano, al igual que Lope Díaz III de Haro y su hermano Diego López de Haro, de Nuño González de Lara el Bueno, y aunque existieran rivalidades entre ellos por cuestiones de poder, todos ellos compartían los mismos ideales políticos y constituían en conjunto una grave amenaza para la seguridad del reino.
Tras la reunión de los magnates conjurados en Lerma, Alfonso X intentó descubrir qué había ocurrido realmente en ella, comunicándose con su hermano el infante Felipe y con el señor de Lara, aunque el infante eludió responder a las cuestiones planteadas por su hermano y se excusó de acudir junto con sus tropas a Andalucía para servir al rey, aduciendo que se había producido un retraso en el cobro de su soldada anual, y comunicó a su hermano que su presencia en la reunión de Lerma se debía a los consejos y ayudas que el infante decía precisar, pues sostenía que sus viejos amigos habían fallecido y que «non podía estar sin aver algunos amigos que le ayudasen e le consejasen».
                 

Nuño González de Lara, por su parte, que había estado presente en la reunión de Lerma, comunicó al rey junto a Simón Ruiz de los Cameros, Lope Díaz III de Haro y Fernando Rodríguez de Castro que el propósito de la reunión de Lerma no había sido el que le atribuían, aunque el señor de Lara dijo al rey que ciertamente se había quejado ante el infante Fernando de la Cerda, hijo primogénito de Alfonso X y heredero del trono, de que se había visto privado de ciertas sumas de dinero que solía recibir del rey, y solicitó al monarca que «le mandase dar cartas porque le mandase dar dineros que le menguauan de la tierra que dél tenia». Además, el señor de Lara incluso se mostró dispuesto a colaborar con el monarca castellano a fin de que pudiesen ser recaudados nuevos servicios, además de los previstos, en Castilla y en la Extremadura, añadiendo que de ese modo el rey podría saldar su deuda con los nobles, pues les debía varias soldadas. A comienzos de julio de 1272, Alfonso X ordenó a Nuño González de Lara, a su hermano el infante Felipe, y a todos los magnates y ricoshombres del reino, incluyendo a Simón Ruiz de los Cameros, que acudiesen con sus mesnadas a Sevilla para ayudar al infante Fernando de la Cerda, que en esos momentos defendía la frontera de los ataques musulmanes, y la respuesta unánime de todos los participantes en la conjura nobiliaria fue negarse a acudir, a menos que el rey se entrevistase antes con ellos y con sus vasallos, lo que constituyó, como señaló Manuel González Jiménez, la primera muestra del «tono insolente rayano en la rebeldía» que iba a presidir las negociaciones entre el rey y los nobles.

Escudo de armas de la Casa de Lara.

En esos momentos Nuño González de Lara fingió apartarse de los conspiradores e informó al rey de los contactos mantenidos por los magnates sublevados con el rey de Navarra. Pero poco después fueron descubiertas una serie de cartas que el sultán de los benimerines, que deseaba debilitar la posición del monarca castellano, había dirigido a los principales nobles implicados en la conjura, y entre las que figuraba una dirigida a Simón Ruiz de los Cameros. Sin embargo, a pesar del descubrimiento de las cartas que probaban la traición de los nobles, Alfonso X las ignoró y se dispuso a negociar con ellos, aunque les ordenó que suspendiesen sus conversaciones con el rey de Navarra, que era enemigo suyo, y ellos le desobedecieron. Nuño González de Lara, por su parte, declaró roto el compromiso que le obligaba a no establecer acuerdos con musulmanes o cristianos sin antes hacerlo saber al rey, y en septiembre de 1272, cuando Alfonso X se dirigía a Burgos, le salieron al encuentro un grupo de magnates, acompañados de numerosas tropas, y el recibimiento pareció extraño al rey, pues los magnates, entre los que se contaba Simón Ruiz de los Cameros, «ca non venían commo omnes que van a su sennor mas commo aquellos que van a buscar sus enemigos».
En septiembre de 1272 se reanudaron las negociaciones en la ciudad de Burgos entre el rey y los nobles, aunque éstos se negaron a alojarse en la ciudad y lo hicieron en las aldeas cercanas. Mientras permanecían allí comunicaron al rey que, si deseaba transmitirles algún mensaje, lo hiciese por medio de sus emisarios, y a continuación los conjurados presentaron sus demandas al rey, quejándose de que él les obligaba a regirse por el Fuero Real, de que en la Corte no hubiese jueces especiales para juzgar a los hidalgos según su propio fuero, y también de la actuación de los merinos y de otros funcionarios de la Corona, y solicitaron además que se redujese la frecuencia de los servicios recaudados en las Cortes, que se les eximiera del pago de la alcabala municipal de Burgos, y que el rey no fundase más pueblas nuevas en Castilla y León. Alfonso X intentó tranquilizar a los nobles y se dispuso a hacerles algunas concesiones, pero insistió en que proseguiría el Fecho del Imperio y en que tenía derecho a fundar pueblas nuevas en las tierras de realengo, y poco después, mediante una hábil maniobra, Alfonso X acordó una alianza con el rey Enrique I de Navarra y desbarató con ello los acuerdos establecidos entre los magnates sublevados y dicho monarca.
 

Tras las Cortes de Burgos de 1272, en las que el rey y los sublevados no alcanzaron ningún acuerdo, la postura de los nobles se radicalizó por el modo de proceder del rey, ya que éste intentó atraérselos valiéndose de la persuasión y el diálogo y sin intentar recurrir al uso de la fuerza, aunque fracasó. Las negociaciones se rompieron y los sublevados, incluidos el infante Felipe de Castilla y Nuño González de Lara el Bueno, partieron hacia el reino de Granada a finales de 1272, a pesar de que Alfonso X hizo un último intento de persuadirles para que no abandonasen el reino por medio del infante Fernando de la Cerda, su hijo primogénito, y su hermano, el infante Manuel de Castilla.

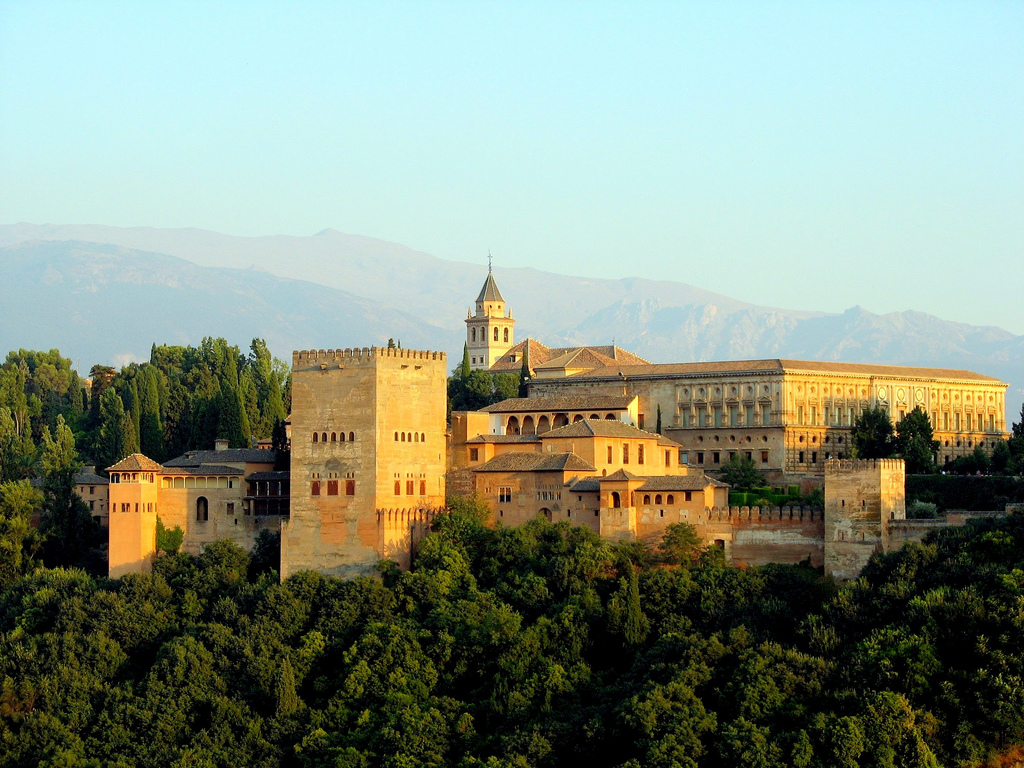
Vista de la Alhambra. Simón Ruiz de los Cameros no acompañó a los magnates sublevados cuando éstos se dirigieron al reino de Granada a finales de 1272.

Pero antes de llegar a la ciudad de Granada, los magnates saquearon el territorio, robaron ganado y devastaron algunas tierras a su paso, a pesar de que el rey les había enviado mensajeros con cartas en las que se les recordaba a los rebeldes los favores que habían recibido del monarca, así como su traición al romper sus vínculos vasalláticos con él. A Nuño González de Lara el rey le reprochó que, cuando era infante, le había entregado la tenencia del municipio sevillano de Écija, a pesar de la oposición de su padre, el rey Fernando III de Castilla.
Pero a pesar de lo anterior los magnates sublevados desoyeron las súplicas del rey y se dirigieron al reino de Granada, donde fueron acogidos con todos los honores por el rey Muhammad I de Granada, tras haber firmado con él un acuerdo en Sabiote. Pero Simón Ruiz de los Cameros permaneció en el reino de Castilla y no acompañó a los rebeldes, lo que llevó al historiador Manuel González Jiménez a señalar que posiblemente fue persuadido para que abandonara a los magnates o bien por el propio Alfonso X o por su suegro, el infante Fadrique de Castilla. Aunque los nobles sublevados estaban en Granada, las negociaciones entre ellos y el rey siguieron adelante porque éste deseaba reconciliarse con ellos a fin de poder ir al Imperio para recibir la corona imperial, y entre los miembros de la Corte que aconsejarían al monarca que continuara negociando con los rebeldes figurarían, según Manuel González Jiménez, los infantes Manuel y Fadrique y Simón Ruiz de los Cameros.
A principios de 1273, Simón Ruiz de los Cameros estuvo presente en el Ayuntamiento de Almagro, al que también acudieron Alfonso X y su esposa, la reina Violante de Aragón, así como los infantes Fernando de la Cerda, Fadrique y Manuel, los maestres de las órdenes Militares, y numerosos ricoshombres y caballeros. En dicho Ayuntamiento se acordaron diversas medidas económicas, se intentó facilitar el retorno de los nobles exiliados, y también se intentó afrontar el descontento general producido por las reformas legislativas y por la presión fiscal que soportaba el reino de Castilla.

 
En 1273, Alfonso X, que deseaba proseguir el Fecho del Imperio, permitió que algunos miembros de la familia real, entre los que se contaban los infantes Fernando de la Cerda y Manuel de Castilla, la reina Violante de Aragón, el arzobispo Sancho de Aragón, hijo de Jaime I de Aragón y hermano de la reina Violante, y los maestres de las órdenes militares, reanudasen las negociaciones con los magnates exiliados. Por otra parte, el nombre de Simón Ruiz aparece entre los confirmantes del privilegio rodado por el que Alfonso X confirmó al monasterio de Sancti Spiritus de Salamanca y a la puebla homónima todos sus fueros y buenos usos, siendo otorgado dicho privilegio en Ávila el día 27 de mayo de 1273.

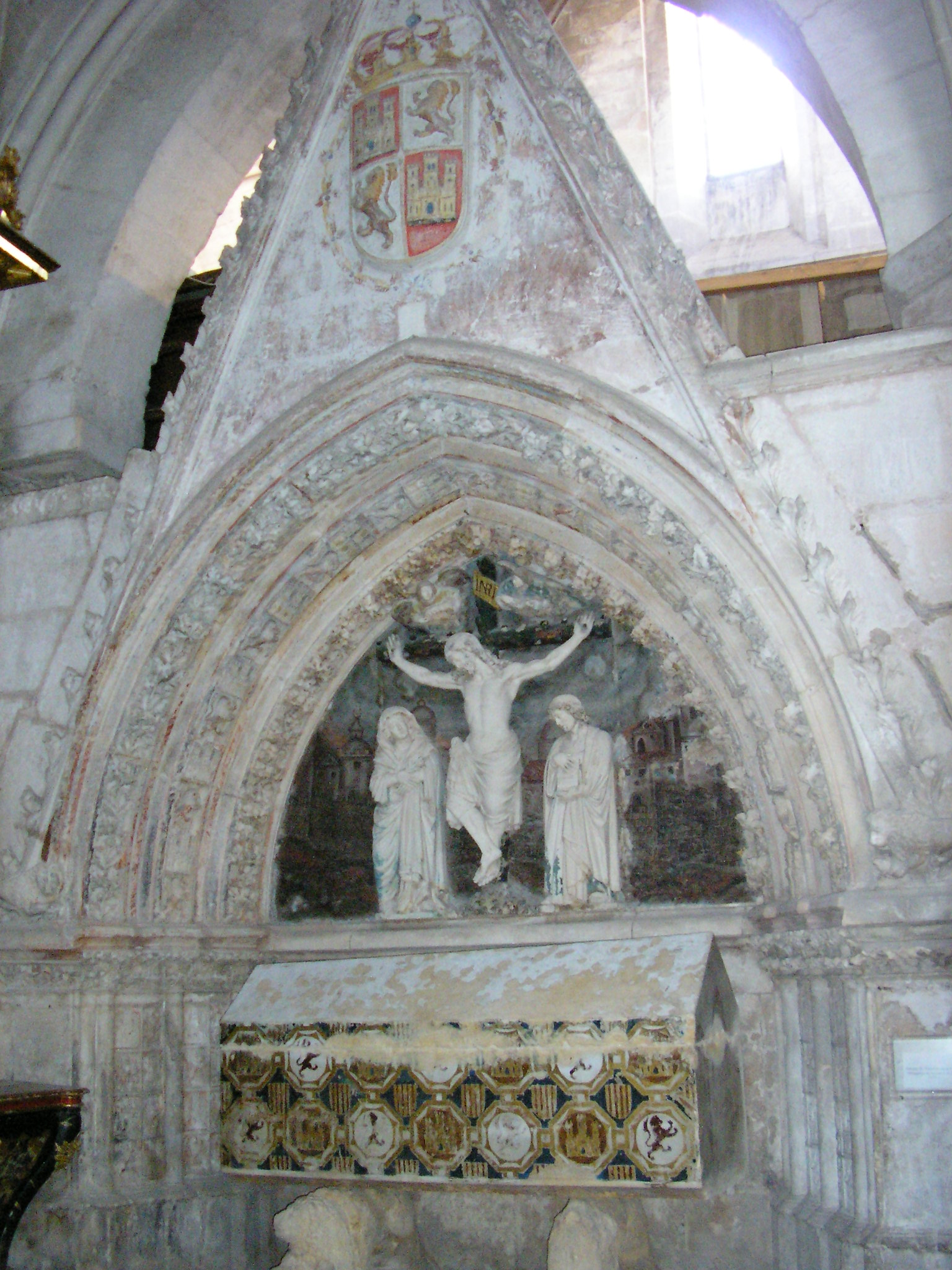
Sepulcro del infante Fernando de la Cerda. (Monasterio de las Huelgas de Burgos).

Después de numerosas negociaciones, y aconsejado el rey, entre otros, por su hermano el infante Fadrique y por Simón Ruiz de los Cameros, que se mostraban partidarios de negociar con los rebeldes, accedió a la mayoría de las demandas presentadas por éstos a través de Nuño González de Lara, quien en 1273 se entrevistó con la reina Violante de Aragón en la ciudad de Córdoba. A finales de ese mismo año, los magnates exiliados regresaron a Castilla y fueron recibidos en Sevilla con todos los honores por Alfonso X y, al mismo tiempo, el rey Muhammad II de Granada se declaró vasallo de Alfonso X y quedó obligado a entregarle un tributo anual de 300 000 maravedís, y el monarca castellano le armó caballero, aunque la Crónica de Alfonso X afirmó erróneamente que estos acontecimientos tuvieron lugar en 1274.
Simón Ruiz de los Cameros y su suegro, el infante Fadrique, no estuvieron presentes en las Cortes de Burgos de 1274, en las que Alfonso X solicitó recursos para proseguir el Fecho del Imperio y dejó establecido que la regencia de Castilla durante su viaje al Imperio sería ejercida por su hijo y heredero, el infante Fernando de la Cerda. El historiador Manuel González Jiménez subrayó el hecho de que ni el señor de los Cameros ni el infante Fadrique acudieran a estas Cortes, y afirmó que aunque la Crónica de Alfonso X no explica la ausencia de ambos personajes, «no deja de ser una coincidencia que quienes iban unos años más tarde a protagonizar un oscuro incidente político que les costaría la vida no estuviesen presentes en esta reunión».
En las Cortes de Burgos de 1276, el infante Fadrique y los principales ricoshombres del reino, entre los que figuraba Simón Ruiz de los Cameros, junto con los obispos y los concejos de las villas y ciudades del reino solicitaron a Alfonso X que el infante Sancho, hijo mayor de Alfonso X, fuese proclamado heredero del trono de forma oficial y en detrimento de Alfonso de la Cerda, hijo primogénito del infante Fernando de la Cerda, que había fallecido en Ciudad Real en 1275. Sin embargo, y aunque posteriormente cambió de opinión, Alfonso X se negó a conceder en esos momento al infante Sancho el título de heredero del trono e intentó «dar largas al asunto», como señaló González Jiménez, que también afirmó que lo único que el rey consiguió fue que el conflicto sucesorio castellano se internacionalizara, ya que los reinos de Francia y Aragón intervinieron en el problema.
El infante Sancho y sus partidarios solicitaron el apoyo de Navarra, y el día 2 de abril de 1276 Lope Díaz III de Haro y Simón Ruiz de los Cameros, que actuaban en nombre de dicho infante, suscribieron un acuerdo en el municipio navarro de Los Arcos con Eustaquio de Beaumarchais, gobernador del reino de Navarra, en el que éste se comprometió a prestarles toda la ayuda necesaria, a acogerlos en su territorio y a no firmar ningún acuerdo de paz o avenencia con Alfonso X sin que ellos lo supieran. El acuerdo también fue suscrito por parte navarra por Gonzalo Ibáñez de Baztán, alférez de Navarra, Pedro Sánchez de Monteagudo, señor de Cascante, Juan de Vidaurre y Juan González de Baztán, que actuaban en nombre propio y en el de los ricoshombres, caballeros, infanzones, y consejos de la buenas villas de Navarra. Por parte castellana también suscribieron el acuerdo Diego López de Haro, hermano del señor de Vizcaya, Pedro Díaz, Munio Díaz de Castañeda, Pedro Manrique, Vera Ladrón de Guevara, Lope Descaynno y Rodrigo Rodríguez con todos los ricoshombres y caballeros que les apoyaban.

### Ejecución de Simón Ruiz de los Cameros y del infante Fadrique de Castilla (1277)

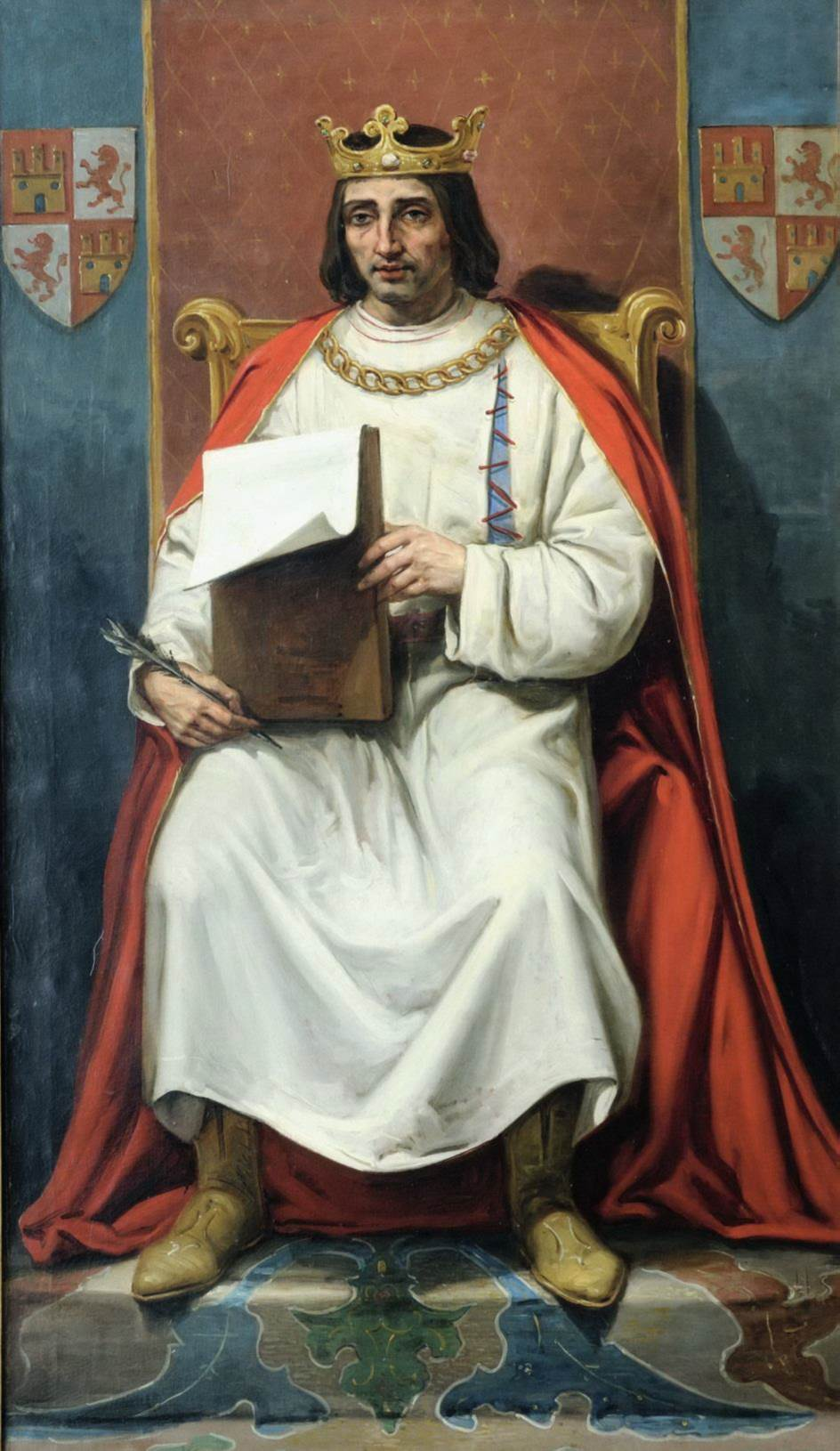
Retrato imaginario de Alfonso X de Castilla. José María Rodríguez de Losada. (Ayuntamiento de León).

En junio de 1277 la situación general de Castilla era precaria, pues a las desavenencias en el seno de la familia real, ocasionadas por la muerte del infante Fernando de la Cerda y por el conflicto sucesorio entre sus herederos y el infante Sancho, se unía la enfermedad del rey Alfonso X, que sufría continuos ataques de cólera, debido a sus problemas de salud. En la Corte comenzó a circular el rumor de que el rey estaba loco y de que, por tanto, estaba incapacitado para continuar reinando, y en este contexto se produjo la ejecución del infante Fadrique de Castilla y la de su yerno, Simón Ruiz de los Cameros, por orden de Alfonso X, lo que constituyó, como señaló Manuel González Jiménez, «un oscuro episodio sobre el que los textos pasan como de puntillas y que manchó de sangre tanto las manos del rey como las del infante don Sancho».
El infante Fadrique y su yerno debieron ser ajusticiados entre el día 21 de junio de 1277, fecha en la que ambos aparecen entre los confirmantes de un privilegio otorgado al monasterio de San Pedro de Cardeña, y el día 7 de julio de dicho año, ya que en esa fecha el rey entregó al arzobispo de Sevilla, Raimundo de Losana, varios señoríos que habían pertenecido al infante Fadrique. Pero a pesar de lo anterior, otros historiadores afirman infundadamente que el rey ordenó la detención y el ajusticiamiento de ambos personajes en marzo de 1277.
La mayoría de los historiadores coinciden en que el rey ordenó la captura del infante Fadrique y la del señor de los Cameros acusándolos de traición, y este último fue apresado en la ciudad de Logroño cuando dirigía las tropas que debían defender las fronteras de Castilla con Navarra, y, posteriormente, quemado vivo en el municipio burgalés de Treviño por el infante Sancho de Castilla, que obedeció las órdenes recibidas de Alfonso X.
Al mismo tiempo que el señor de los Cameros era quemado vivo en Treviño, el infante Fadrique de Castilla, según una de las versiones, fue encerrado en el castillo de Burgos y colocado dentro de un arca con hierros puntiagudos, donde murió, aunque otra versión de los hechos difiere de la anterior y señala que fue ahogado o asfixiado. La Crónica de Alfonso X describe del siguiente modo la ejecución de ambos personajes:

E porque el rey sopo algunas cosas del infante Fadrique, su hermano, e de don Ximón Ruyz de los Cameros, el rey mandó al infante Don Sancho que fuese a prender a Don Ximón Ruyz de los Cameros et quel fiziese luego matar. Et don Sancho salió luego de Burgos e fue a Logronno e falló allí a Don Ximón Ruyz et prísol. Et ese mismo día que lo prisieron, priso Diego López de Salcedo en Burgos a Don Fadrique por mandado del rey. E don Sancho fue a Treuinno e mandó quemar allí a don Ximón Ruyz. Et el rey mandó afogar a don Fadrique.

 

En el texto anterior no se mencionan cuáles fueron las causas que impulsaron a Alfonso X a condenar a muerte a su propio hermano y al yerno de éste, y a varios historiadores les ha llamado la atención el hecho de que un monarca como Alfonso X, que en numerosas ocasiones se había mostrado más partidario de la clemencia y del diálogo que de la ira y la venganza, pudiera llevar a cabo esta acción. Sin embargo, Manuel González Jiménez afirmó que el delito cometido por ambos personajes debió ser sumamente grave, y que tal vez el monarca, que nunca había sentido «un cariño especial» por su hermano Fadrique, quiso dar una lección ejemplar a los nobles de su reino, aunque tampoco descarta que la mala salud del rey influyera en su decisión, y señaló que en ningún momento Alfonso X había actuado con «tanta energía y falta de piedad». La versión que proporcionan los Anales del reinado de Alfonso X, posteriores a la Crónica de Alfonso X, es la siguiente:

Era de mill e trezientos e diez e seis eños, el ynfante don Sancho, fijo del rey don Alfonso e heredero, presó a don Ximón Ruiz de los Cameros en Logroño por mandado del rey su padre. E en este año presó el rey don Alfonso a don Fadrique, su hermano, en Burgos, e mandólo le meter en el castillo e meterlo en vna arca que estaba llena de fierros agudos e allí murió.

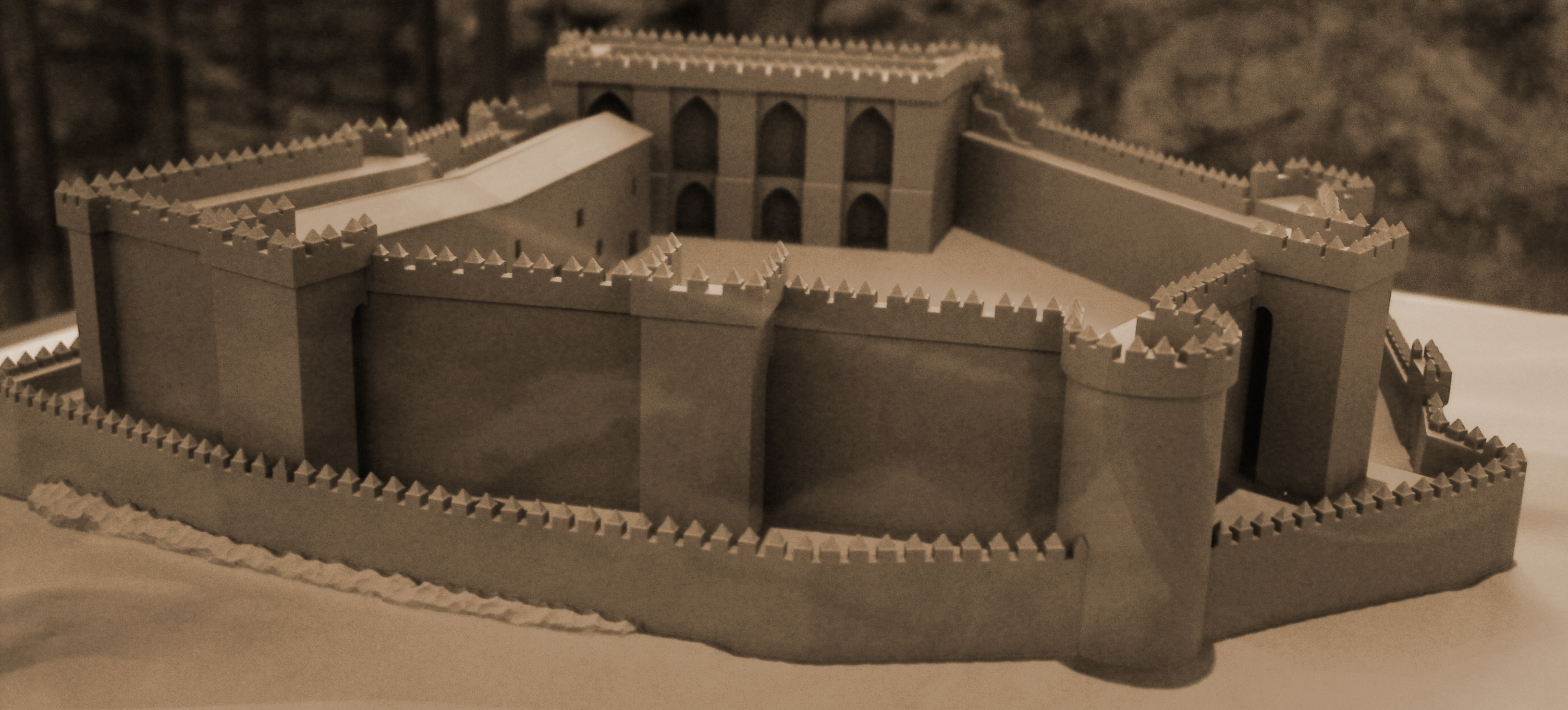
Maqueta del castillo de Burgos, donde fue encerrado y ejecutado, según refieren los Anales del reinado de Alfonso X, el infante Fadrique de Castilla.

El historiador Antonio Ballesteros Beretta expuso en su obra, Alfonso X el Sabio, que la conjura que ocasionó la muerte del infante Fadrique y la de su yerno fue una conjura «a favor de don Sancho, sin don Sancho», es decir una conspiración para apoyar las pretensiones al trono del infante Sancho en contra de sus parientes, los infantes de la Cerda, y para conseguir que dicho infante fuera proclamado heredero del trono o proclamado rey sin más preámbulos. Pero el medievalista Manuel González Giménez sostiene que dicha teoría presenta un fallo, y es que o bien el infante Sancho desconocía la conjura, o bien si la conocía era un cínico, pues no tuvo ningún  inconveniente en cumplir la orden de su padre de prender y ejecutar al señor de los Cameros en Treviño.
Otra teoría manifiesta, apoyándose en la Cantiga 235, que fue compuesta por Alfonso X, que Simón Ruiz de los Cameros y su suegro fueron ajusticiados por haber cometido el pecado nefando, es decir, por haber mantenido relaciones homosexuales, acción que en esa época estaba penada con la muerte. El historiador David William Foster señaló que en el Fuero de Alarcón estaba establecido que «todo aquel hombre que fuere hallado jodiendo a otro hombre, sea quemado». De ser cierta esta teoría, ello explicaría en opinión de algunos autores que el señor de los Cameros fuera quemado vivo y que el infante Fadrique, debido a la sangre real que corría por sus venas, fuera estrangulado.
 

La teoría expuesta anteriormente se basa en los rumores, recogidos por el marqués de Mondéjar, de que el infante Fadrique y su yerno, Simón Ruiz de los Cameros, habían adquirido durante su estancia en Túnez las costumbres de los musulmanes, diferenciándose «muy poco de ellos en sus tratos y vidas escandalosas». Con ello aluden a la homosexualidad existente, aunque no tolerada oficialmente, en el mundo musulmán, donde estaba prohibida por el Corán. Los versos de la Cantiga 235 que justifican tal teoría, propuesta por el profesor Kinkade, hacen referencia a una conjura en la que participaron dos ricoshombres que acabaron siendo quemados en la hoguera:

Hua vez dos ricos-omes / que segundo eu sei,
se juraron contra ele / todos que non fosse Rey [vv. 21-22].

Ca os mais dos ricos-omes / se juraron, por com´eu
sei, por deitarem do reyno / e que ficasse por seu,
que xo entre ssi partissen [vv. 60-63].

E ben com´arde estadal
ardeu a carne daqueles / que non querían moller [vv. 73 y 75].

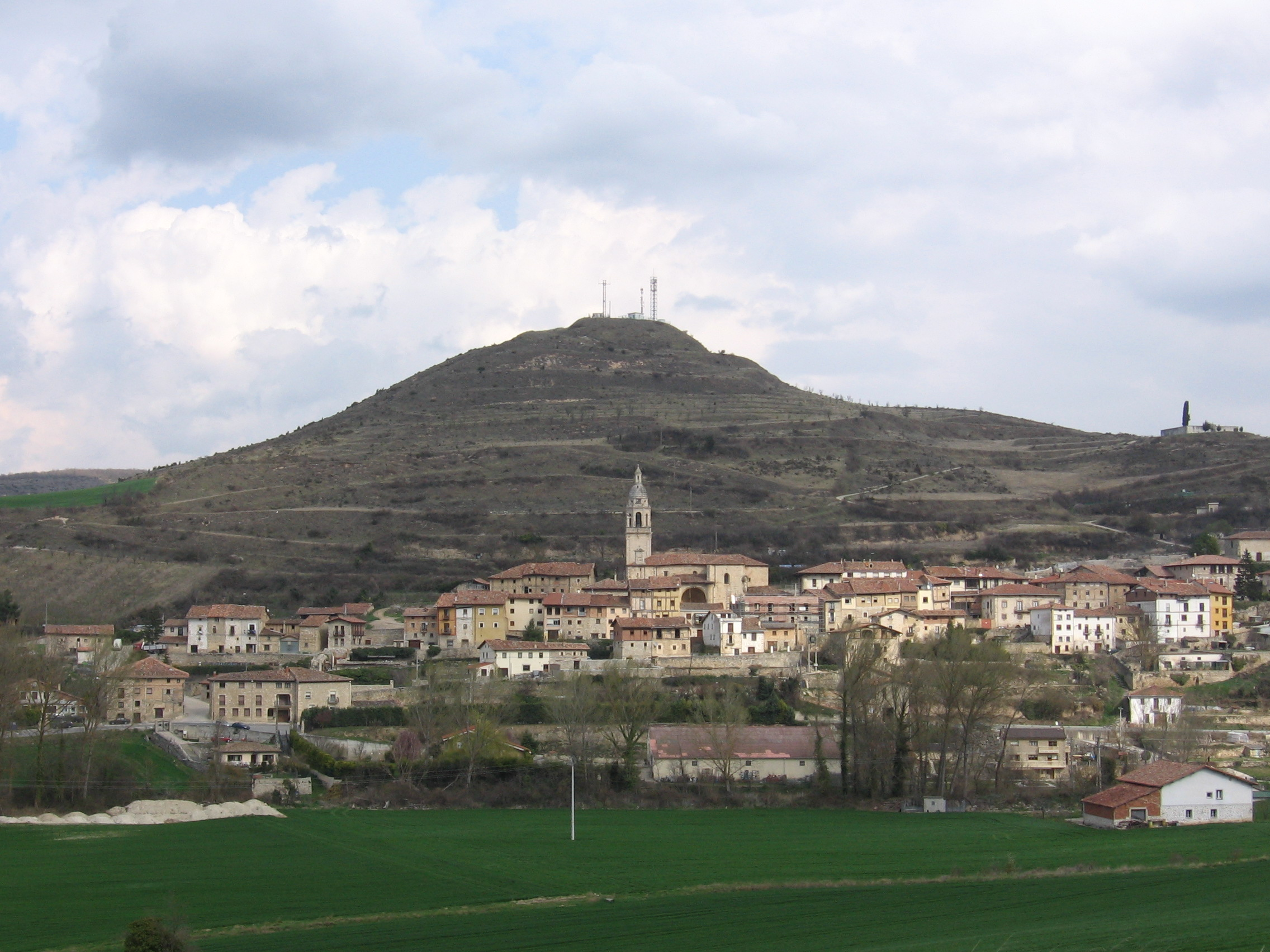
Vista del municipio burgalés de Treviño, donde fue quemado en la hoguera en 1277 Simón Ruiz de los Cameros por orden de Alfonso X.

A pesar de que existen ciertas similitudes entre los hechos referidos en éstos versos de la Cantiga 235 y la ejecución del infante Fadrique y la del señor de los Cameros, establecer una analogía entre ambos hechos supondría ignorar, en opinión de Manuel González Jiménez, el hecho de que el infante Fadrique, según refieren las crónicas de la época, no fue quemado vivo, sino ahogado, e ignorar también que no existen pruebas que avalen la supuesta homosexualidad del infante Fadrique o la de Simón Ruiz de los Cameros. Por otra parte, el profesor Kinkade también propuso otra teoría que afirmaba que el infante Fadrique conspiró con el rey Felipe III de Francia para arrebatar el trono a Alfonso X y repartirlo a continuación entre el infante Sancho y Alfonso de la Cerda, aunque dicha teoría, al igual que la de la homosexualidad, carece de cualquier base documental.

Por otra parte, el historiador Joseph O´Callaghan, que se mostró partidario de la teoría de la homosexualidad propuesta por el profesor Kinkade, señaló que «en realidad no sabemos qué sucedió», aunque afirmó que tal vez Alfonso X, que se sentía abrumado por la muerte de su hijo y heredero, el infante Fernando de la Cerda, y amenazado por los reinos de Francia y Marruecos, pensó que podría ser castigado por Dios si toleraba la supuesta homosexualidad de su hermano. Jesús Montoya Martínez, en su obra Composición, estructura y contenido del cancionero marial de Alfonso X, señaló que en los versos de la Cantiga 235 no se alude a la conjura que ocasionó la muerte del infante Fadrique y la de su yerno, sino a la revuelta nobiliaria de 1272, que estuvo protagonizada por el infante Felipe, hermano del infante Fadrique, y por Nuño González de Lara, y por otra parte también afirmó que los dos ricoshombres mencionados en los versos de dicha cantiga fueron condenados a la hoguera por ser simpatizantes de la herejía cátara o albigense, quedando anulada con esa teoría la de la homosexualidad de Kinkade, ya que los cátaros rechazaban el matrimonio no por ser homosexuales, sino porque consideraban que el matrimonio contribuía mediante la procreación a la difusión del mal.

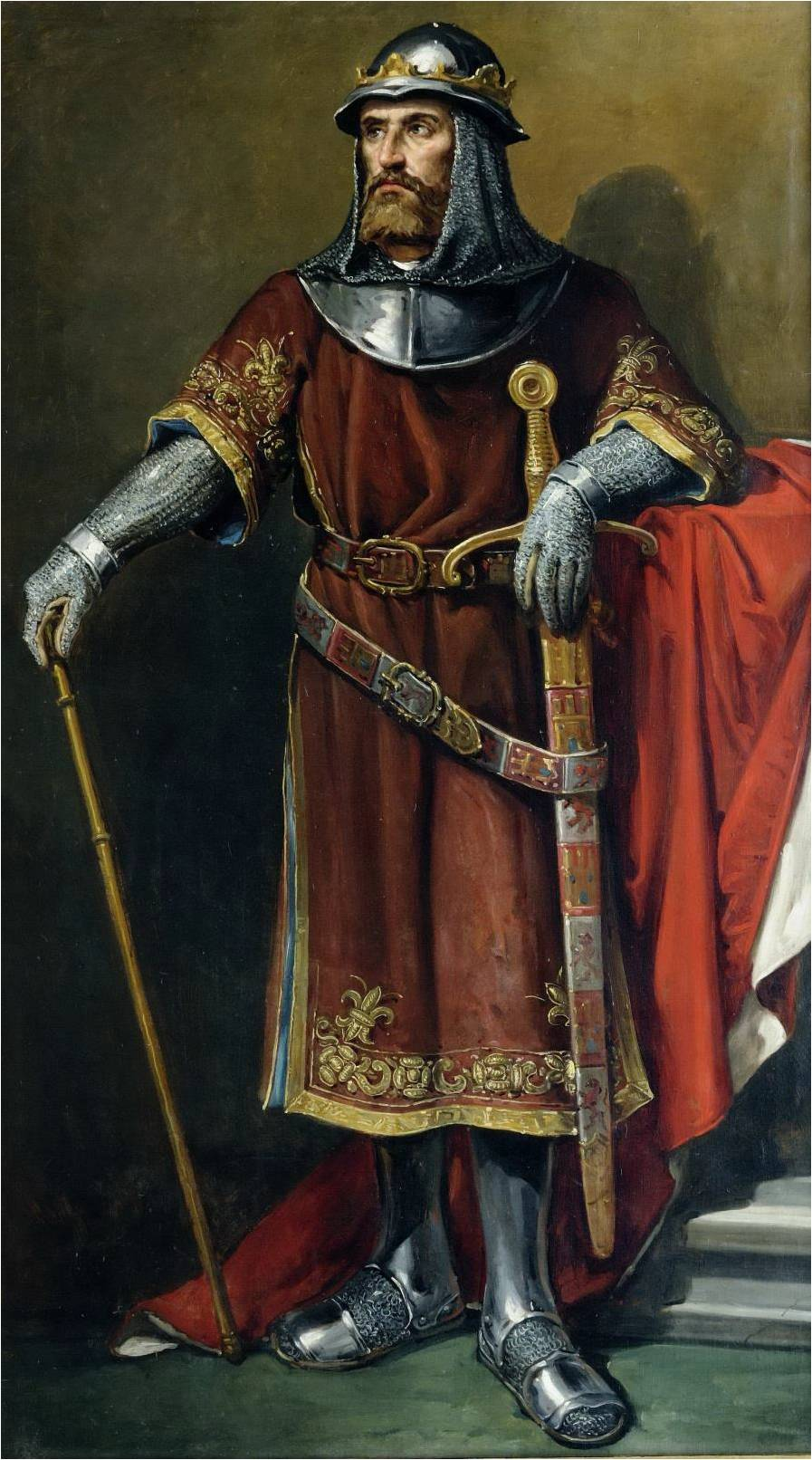
Retrato imaginario de Sancho IV de Castilla. José María Rodríguez de Losada. (Ayuntamiento de León).

El historiador Manuel González Jiménez, por su parte, afirmó que debido a la inestabilidad existente en el reino, a las dudas del rey en designar heredero al infante Sancho, y a la impopularidad de Alfonso X, ocasionada por sus desaciertos políticos y sus ataques de cólera, el infante Fadrique pudo haber intentado dar un golpe de Estado y ser proclamado regente del reino hasta que el infante Sancho alcanzase la edad prevista en las Siete Partidas para poder ser proclamado rey. De ser cierta esta teoría, ello justificaría la reacción airada del rey contra su hermano y el señor de los Cameros, ya que el delito de alta traición se castigaba con la confiscación de bienes y la pena de muerte, entre la que se incluía la muerte por ahogamiento del individuo, que fue la que se aplicó, según refiere la Crónica de Alfonso X, al infante Fadrique.
Al mismo tiempo, González Jiménez sostiene, al igual que lo hicieron en su día el marqués de Mondéjar y Antonio Ballesteros, que en la conjura encabezada por el infante Fadrique y por el señor de los Cameros también tomaron parte, entre otros, Fernán Pérez Ponce de León, que se exilió en Francia en mayo de 1277, Lope Díaz III de Haro y su hermano Diego López V de Haro, que hicieron lo mismo que el anterior en 1277 y se convirtieron en vasallos de Felipe III de Francia, Ramiro Díaz, Pedro Álvarez de las Asturias, Nuño González de Lara, Fernando Rodríguez de Castro, y Fernán Ruiz de Saldaña, aunque afirma que es dudosa la participación de Nuño González de Lara, pues se hallaba exiliado en Francia junto con su hermano desde 1276.
Algunos autores manifiestan que la nobleza quedó aterrorizada por estas ejecuciones, y que ambas fueron utilizadas como argumento por los partidarios del infante Sancho en la Asamblea de Valladolid, en la que Alfonso X fue desposeído de todos sus poderes y rentas aunque conservó el título de rey. Uno de los cargos que imputaron al monarca en dicha asamblea, que se reunió el día 20 de abril de 1282, fue el de haber mandado ejecutar sin previa sentencia judicial al señor de los Cameros y al infante Fadrique, según consta en un fragmento de lo acordado en dicha asamblea recogido en la Crónica Geral de Espanha de 1344, compuesta por Pedro Alfonso de Portugal, conde de Barcelos:

Por quanto el rey don Alfonso mató a Don Fadrique su hermano e a don Ximón Ruyz señor de los Cameros e otros muchos fidalgos sin derecho commo non deuía, pierda la justiçia.

En los Anales toledanos III se consignó del siguiente modo la ejecución del señor de los Cameros y la del infante Fadrique: «Anno Domini Mº CCª LXXVII. Nobilis Rex Adefonsus mediante iustitia occidit dominum Fredericum et dominum Simonem Roderici de los Cameros». Basándose en las palabras de «mediante iustitia» recogidas en dichos anales, Manuel González Jiménez señaló que posiblemente hubo un juicio para ambos personajes, «sumario si se quiere, pero juicio al fin». Además, en el testamento que Alfonso X otorgó el día 8 de noviembre de 1282, en el que maldijo y desheredó a su hijo Sancho por haberse rebelado contra él, el monarca le reprochó a dicho infante que le hubiera acusado de haber mandado ejecutar sin juicio al infante Fadrique y al señor de los Cameros.

## Reparto del señorío de los Cameros
Con la ejecución de Simón Ruiz se extinguió la línea primogénita de la familia de los Fortuniones, que había gobernado el señorío de los Cameros desde el siglo X, y éste fue confiscado por la Corona y entregado por el rey Alfonso X a su hijo menor, el infante Jaime de Castilla, que murió en 1284 sin haber dejado descendencia.
Aunque tradicionalmente se ha señalado que durante el reinado de Sancho IV el señorío de los Cameros fue dividido entre el infante Pedro de Castilla, hijo de dicho monarca, y María Álvarez de los Cameros, prima hermana de Simón Ruiz de los Cameros, el historiador Máximo Diago Hernando ha rechazado esa hipótesis argumentando que María Álvarez debió fallecer antes de 1257, ya que hay constancia de que en esa fecha su esposo, Alfonso López de Haro, ya había contraído matrimonio con Sancha Gil de Soverosa, que era media hermana del adelantado mayor de Castilla, Pedro Núñez de Guzmán. A pesar de que en un documento calificado de «poco fiable» por dicho historiador se da el título de «señor de Cameros» a Alfonso López de Haro, el profesor Diago Hernando señaló que probablemente quien recibiría el señorío sería Juan Alfonso I de Haro, hijo de Alfonso López de Haro y de María Álvarez de los Cameros, que llegaría a ser ricohombre de Castilla y alférez del rey Fernando IV en 1312.
Además, el día 1 de octubre de 1277, poco después de la ejecución de Simón Ruiz de los Cameros, el rey Alfonso X ordenó que Luezas y Santa María de los Cameros, dos poblaciones que tenía Simón Ruiz de por vida, fueran restituidas al monasterio de San Prudencio de Monte Laturce.

## Matrimonios
Simón Ruiz de los Cameros contrajo matrimonio por primera vez con Sancha Alfonso de León, hija ilegítima del rey Alfonso IX de León y de Teresa Gil de Soverosa, aunque la veracidad del matrimonio ha sido cuestionada por varios historiadores. Además, hay constancia de que no tuvieron descendientes y, según algunas fuentes, Sancha Alfonso de León murió siendo virgen.
En la década de 1270 Simón Ruiz volvió a casarse con Beatriz Fadrique de Castilla, hija del infante Fadrique de Castilla y nieta del rey Fernando III, aunque tampoco tuvieron descendencia.
| Predecesor: Rodrigo Díaz de los Cameros | Señor de los Cameros – 1277 | Sucesor: Jaime de Castilla |